# 1345 애비뉴 오브 더 아메리카스

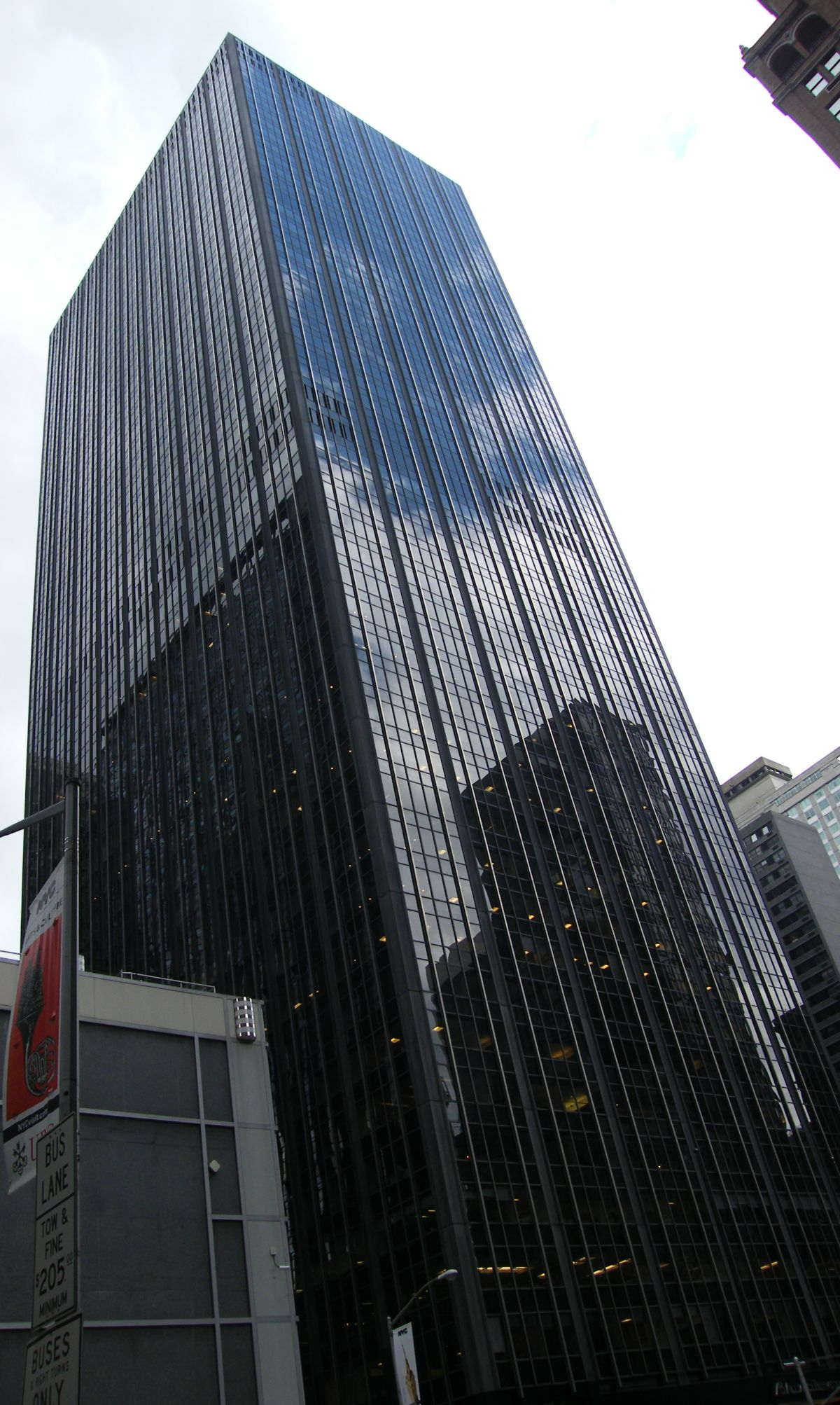
1345 애비뉴 오브 더 아메리카스 (2008년)

1345 애비뉴 오브 더 아메리카스(영어: 1345 Avenue of the Americas)는 미국 뉴욕주 뉴욕 미드타운맨해튼에 있는 50층으로 구성된 높이 191m (625 피트)의 건물이다. 54번가와 55번가 사이의 6번가(Sixth Avenue)에 위치한 이 건물은 피셔 브라더스가 지었으며 에머리 로스 & 선스가 설계했다. 1969년에 완공되었을 때 원래 이름은 벌링턴 인더스트리스의 이름을 따서 벌링턴 하우스(Burlington House)라는 이름이였다.

## 같이 보기
- 뉴욕의 마천루 목록